# تپه گورستان شیخ حسن
تپه قبرستان شیخ حسن مربوط به دوره ساسانیان است و در شهرستان زنجان، بخش مرکزی، روستای چورزق واقع شده و این اثر در تاریخ ۲۳ شهریور ۱۳۸۲ با شمارهٔ ثبت ۱۰۰۴۹ به‌عنوان یکی از آثار ملی ایران به ثبت رسیده است.